# Bill Parks (Schauspieler)
Bill Parks (* in Delaware) ist ein US-amerikanischer Theater- und Filmschauspieler sowie Synchronsprecher.

## Leben
Parks wurde im US-Bundesstaat Delaware geboren. Erste Erfahrungen mit dem Schauspiel sammelte er als 17-Jähriger in einem Werbespot für den Getränkehersteller Pepsi. Später trat er im Apollo Theatre auf. Seit Anfang der 2000er Jahre übernimmt er überwiegend Episodenrollen in verschiedenen US-amerikanischen Fernsehserien. Verschiedene Rollen verkörperte er in der Fernsehserie Community von 2009 bis 2011. Von 2013 bis 2015 war er in insgesamt zehn Episoden der Fernsehserie Hart of Dixie in der Rolle des Chicken Truitt zu sehen. Er übernahm außerdem Nebenrollen in den Filmen Annapolis – Kampf um Anerkennung, Auf der Jagd nach der Monster Arche oder Serious Moonlight.

## Filmografie

### Schauspiel
- 2004: Hope and Faith (Fernsehserie, Episode 1x20)
- 2005: The Playbook (Fernsehserie)
- 2005: The Comeback (Fernsehserie, Episode 1x03)
- 2005: Sleeper Cell (Fernsehserie, Episode 1x08)
- 2006: Annapolis – Kampf um Anerkennung (Annapolis)
- 2006: Drake & Josh (Fernsehserie, Episode 3x13)
- 2006: Veronica Mars (Fernsehserie, Episode 2x14)
- 2006: Gray (Kurzfilm)
- 2006: The Other Mall (Fernsehfilm)
- 2007: The Game (Fernsehserie, Episode 1x19)
- 2007: Moonlight (Fernsehserie, Episode 1x02)
- 2008: How I Met Your Mother (Fernsehserie, Episode 3x18)
- 2008: Auf der Jagd nach der Monster Arche (Monster Ark) (Fernsehfilm)
- 2008: Bones – Die Knochenjägerin (Bones) (Fernsehserie, Episode 4x07)
- 2009: Serious Moonlight
- 2009: Greek (Fernsehserie, Episode 2x16)
- 2009: Dark Blue (Fernsehserie, Episode 1x02)
- 2009: Better Off Ted – Die Chaos AG (Better Off Ted) (Fernsehserie, Episode 1x13)
- 2009: The Haircut (Kurzfilm)
- 2009–2011: Community (Fernsehserie, 6 Episoden, verschiedene Rollen)
- 2010: Hawthorne (Fernsehserie, Episode 2x01)
- 2010: The Soup (Fernsehserie, Episode 7x26)
- 2010: The Land of the Astronauts
- 2010: Changing Hands
- 2011: 2 Broke Girls (Fernsehserie, Episode 1x01)
- 2011: While God Is Watching Us (Kurzfilm)
- 2011: Artax Brandywine: Therapist (Kurzfilm)
- 2012: Justified (Fernsehserie, Episode 3x01)
- 2012: The Middle (Fernsehserie, Episode 3x22)
- 2012: Franklin & Bash (Fernsehserie, Episode 2x02)
- 2012: TalhotBlond – Mörderische Lügen (TalhotBlond)
- 2012: The Online Gamer (Fernsehserie, Episode 3x04)
- 2012: Letting Go
- 2012: I Love You, Eddie Deezen (Kurzfilm)
- 2013: The Devil’s Dozen
- 2013: Touch (Fernsehserie, Episode 2x07)
- 2013: Castle (Fernsehserie, Episode 5x17)
- 2013: Man Life Crisis (Fernsehserie, Episode 1x02)
- 2013–2015: Hart of Dixie (Fernsehserie, 10 Episoden)
- 2014: Road to the Open
- 2014: Jennifer Falls (Fernsehserie, Episode 1x08)
- 2014: The McCarthys (Fernsehserie, Episode 1x01)
- 2016: Worth the Wait (Kurzfilm)
- 2016: Hidden America with Jonah Ray (Fernsehserie, Episode 1x02)
- 2017: American Horror Story (Fernsehserie, Episode 7x04)
- 2019: Modern Family (Fernsehserie, Episode 10x17)
- 2019: Ring Ring

### Synchronsprecher
- 2011: Arrugas (Zeichentrickfilm)